# Dicasteri per al Clergat
La Sagrada Congregació per al Clergat és una Congregació de la Cúria Romana responsable de supervisar els assumptes relatius als diaques que no pertanyen a ordes religiosos. Aquesta congregació s'encarrega de les sol·licituds de dispensa del ministeri sacerdotal actiu, així com la legislació que regeix els consells presbiterials i altres organitzacions de sacerdots. El 25 de gener de 2012 el papa Benet XVI va emetre un motu proprio per a donar-li també la responsabilitat de regular els seminaris catòlics, que fins llavors tenia la Congregació per a l'Educació Catòlica. Des del 21 de setembre de 2013 el prefecte de la Congregació és Beniamino Stella, expresident de la Pontifícia Acadèmia Eclesiàstica. El secretari de la congregació és l'arquebisbe Jorge Carlos Patron Wong.